# 池上美弥子
池上 美弥子（いけがみ みやこ、1970年3月8日 - ）は、鹿児島県を拠点に活動する日本のフリーアナウンサー。

## 来歴
鹿児島県出身。鹿児島純心女子短期大学卒業。
学生時代からアナウンサー志望で、それを念頭に就職活動をするも採用には至らなかった。短大卒業後には一般企業に入社するが、その後も夢を諦めきれずに放送局の採用試験を受け、NHK鹿児島放送局の契約キャスターに採用される。
NHKとの契約の終了後、1995年4月に鹿児島放送 (KKB) に入社。同期に元同局アナウンサーの柿野賢治がいる。同局では、夕方のニュース番組を主に担当。報道部の所属で、記者も兼務していた。
鹿児島放送を退社後、2013年にフリーに転向。以後は、鹿児島県内で講師業を中心とした活動を展開している。

## 人物
鹿児島放送時代の趣味はフットサルで、2つのチームに入って活動するほどに熱中していた。後にフットサル4級審判員の資格も取得した。
私生活では1児の母。

## 担当番組
鹿児島放送時代の担当番組のみを記載。
- おーいかごしま96 - キャスター
- スーパーJチャンネル九州・沖縄（九州朝日放送）[1] - 鹿児島放送担当キャスター
- KKBスーパーJチャンネル[5]
  - 月 - 木曜キャスター（1998年10月5日 - 2000年3月30日）
  - 全曜日キャスター（2003年1月6日 - 2006年3月31日）
- 川島葉留美の漢方相談[5]

## 動画配信
- みやこ先生のアナウンス教室（南日本新聞） - 南日本新聞がYouTubeで配信している動画シリーズ[7]。

## 執筆
- 「発表名人になろう」〜みやこ先生の音読教室〜（南日本新聞）[8]